# 鐮齒龍屬
鐮齒龍屬（屬名：Zanclodon）意為「鐮刀牙齒」，化石其實來自於至少兩屬恐龍，年代為三疊紀晚期，約2億3700萬2億3500萬年前。Parrish在1993年，Nesbitt在2005年，以及Nesbitt與Norell在2006年，提出鐮齒龍屬於恐龍，並分類於Suchia的分類未定屬。鐮齒龍原先被分類於獸腳亞目的巨齒龍科。但巨齒龍科現在被歸類於勞氏鱷目
模式種是Zanclodon laevis，化石是一塊左上頜骨，目前只能確定屬於主龍類，但無法確定詳細的分類位置。
鐮齒龍是在1846年被敘述、命名，最初被命名為Smilodon，但哺乳類斯劍虎已使用這個學名，因此被重新命名為Zanclodon。鐮齒龍一度有接近10個種，目前多半被歸類於板龍、牛頓龍或蜥腳形亞目的分類未定位屬。鐮齒龍有非常複雜的分類歷史，曾經被歸類為板龍、巨齒龍的次異名，或是疑名、不確學名（Nomen vanum）。鐮齒龍的分類也有爭議，曾經先後被歸類於蜥蜴亞目、斑龍科、板龍科、鐮齒龍科（Zanclodontidae）、以及近蜥龍類。